# Torrebruna
Torrebruna är en ort och kommun i provinsen Chieti i regionen Abruzzo i Italien. Kommunen hade 784 invånare (2018).